# Walled In
Walled In (Alternativtitel: Eingemauert) ist ein US-amerikanisch-französisch-kanadische Literaturverfilmung des französischen Romans Les Emurés (Die Eingemauerten) von Serge Brussolo, der auch am Drehbuch mitwirkte.

## Handlung
Der Film beginnt mit einem kleinen Mädchen, das in einem engen Schacht feststeckt und in Beton versinkt. Dann folgen Zeitungsnachrichten aus dem Jahr 1993 über den Fund von mehreren eingemauerten Leichen in einem Hochhaus des Stararchitekten Joseph Malestrazza, der ebenfalls als Opfer identifiziert wurde. Verhaftet wurde ein Fabrikarbeiter, der über persönlichen Frust offenbar den Verstand verlor.
Dann ein Zeitsprung in das Jahr 2008. Die frischgebackene Bauingenieurin Samantha Walczak feiert mit Verlobten und Familie ihren 25. Geburtstag und bekommt von ihrem Vater ein verlockendes Job-Angebot. Sie kann Partnerin im Familienbetrieb werden, wenn sie ein abgelegenes Hochhaus zur Sprengung vorbereitet. Der 1990 im Stil des Brutalismus innovativ designte Plattenbau, des zu seiner Zeit sehr bekannten Architekten namens Joseph Malestrazza, wurde mitten in die Wüste gebaut und ist noch von einigen Personen bewohnt, die sich bislang der Räumungsaufforderung widersetzt haben. Sam soll ein Gutachten über das Gebäude verfassen.
Dort angekommen, lernt sie nach und nach die Bewohner kennen, die sich keine große Mühe machen, ihren Missmut über den geplanten Abriss zu verbergen. Das Haus wird von Mary verwaltet, einer weißen alleinerziehenden Mutter eines halbwüchsigen Sohnes namens Jimmy, der den Auftrag bekommt, sie herumzuführen. Sie bezieht ein möbliertes Appartement, in welchem noch die Weihnachtsdekoration des Vormieters hängt und macht sich an die Arbeit. Dabei versucht sich der zuerst widerwillige Jimmy, der außer seinem Hund keine anderen Bezugspersonen hat und augenscheinlich sehr einsam ist, Stück für Stück anzunähern, da er sich offensichtlich zu der jungen hübschen Frau sexuell hingezogen fühlt. Im Haus wohnen noch eine alte, etwas senile, weiße Frau namens Denise, die die Büchersammlung des Architekten verwahrt und ein älterer schwarzer Mann namens Burnett, der stark lungenkrank ist, was ihn aber nicht daran hindert, Sam in der Anfangsphase mit furchterregenden Wutausbrüchen zu erschrecken und ihr mit einer Spitzhacke hinterherzurennen. Später entpuppt er sich aber dann doch als zugänglich, als Sam ihn in seine Schranken weist und ihm erklärt, dass sie nur da ist, um den Auftrag der Regierung auszuführen, die jetzt die Hausbesitzerin ist. Sie misst mit einem Gerät die verschiedenen Wandstärken und stellt nach und nach fest, dass die Baupläne nicht mit den Gegebenheiten vor Ort übereinstimmen und dass abgesehen davon, etwas Merkwürdiges im Haus vorgeht. So ist das Haus durchzogen von lauter Geheimgängen, Fenstern, Treppen und Türen, die es ermöglichen die Mieter zu beobachten. Im Laufe der Geschichte stellt sich zudem heraus, dass vor 15 Jahren, Jimmys Vater, seine ältere Schwester und Architekt Malestrazza selbst, im Haus umgekommen sind, indem sie zusammen mit noch anderen Menschen, in Hohlräumen in den Wänden eingemauert wurden. Mary, damals schwanger mit Jimmy, identifizierte sie und lebt immer noch total in der Vergangenheit, vollkommen auf ihren toten Mann fixiert. Die Tat wurde entdeckt, weil die Tochter, kurz vor ihrem Verschwinden, einen jungen Hund geschenkt bekommen hatte, der an der Stelle anschlug, wo sie eingemauert war. Der Hund ist jetzt Jimmys Begleiter.
Als Sams Verlobter Peter sie überraschend besucht, eskaliert die Sache, denn Jimmy reagiert sehr eifersüchtig und das Paar findet heraus, dass Sam sie heimlich aus dem Müllraum heraus beobachten konnte, da es von dort aus ein geheimes Fenster in ihr Appartement gibt. Am nächsten Morgen finden sie in ihrem Appartement Jimmys Hund tot auf. Mit den Nerven fix und fertig, faxt Sam ihr Gutachten an die Baubehörde, gibt die Sprengung in Auftrag und packt zusammen, um am folgenden Tag in die Ferien davonzufliegen. Aber der Junge lockt die beiden in eine Falle, wobei ihr Freund ermordet wird und Sam in einem fundamenttiefen Schacht im Zentrum des Gebäudes, zusammen mit dem Architekten Malestrazza, eingesperrt, der offensichtlich doch nicht gestorben ist und versenkt ihr Auto im nahegelegenen See.
Jimmy quält Sam und den Architekten, indem er sie durch Drohung mit Essensentzug dazu zwingt miteinander zu tanzen, oder einander zu küssen, dem der Architekt durchaus begeistert Folge leistet und der sich wehrenden Sam seine Lippen aufdruckt. Zur besseren Kommunikation hat Jimmy ihr ein Walkie-Talkie runtergelassen.
Sam versucht jetzt aktiv Auswege aus dem Schacht zu finden, indem sie die Wände abtastet und feststellt, dass sich hinter einer bestimmten Wand der Müllraum befindet. Den kennt sie und auch die Stärke der Wand. Dann beginnt sie Jimmy zu manipulieren, indem sie ihm plötzliche Zuneigung suggeriert, eine Verletzung ihres Beines mimt und ihn auffordert, ihr bestimmte Desinfektionsmittel und Medikamente runterzuwerfen, die sich in ihrem Appartement befinden und lockt ihn zusätzlich, indem sie sich Oben ohne macht und ihm so zuwinkt. Jimmy fällt drauf rein und leistet dem Folge. Während sich der Architekt am Boden sitzend stundenlang selbst bemitleidet, bastelt Sam aus dem Materialien einen kleinen Sprengsatz, den sie an die Mauer zum Müllraum mauert. Währenddessen zieht der alte Mann doch aus dem Hochhaus aus und wirft einen letzten Blick auf das Gebäude. Als Sam fertig mit Mauern ist, entdeckt sie, dass in den Schacht herabfallender Regen unter einem großen Haufen Erde, den toten Körper ihres Verlobten freigelegt hat und wird vor Schreck ohnmächtig. Als sie erwacht, bringt der Architekt weder für ihre Trauer, noch für ihre Ausbruchsaktivitäten Verständnis auf, sondern fordert sie auf, sich mit ihrem Schicksal abzufinden, so wie er, aber die wütende Sam ignoriert ihn und zündet mit einem Feuerzeug die Zündschnur. Der Knall ist bis ins Appartement Marys zu hören, die misstrauisch nachforschen möchte, was da los ist.
Die Sprengung hatte leider nicht den erwünschten Effekt und Jimmy droht ihr per Walkie Talkie mit empfindlichsten Sanktionen, wird aber von seiner Mutter überrascht, die ihm bittere Vorwürfe macht, da die Gefangennahme der Frau nicht so einfach zu verheimlichen ist, wie die des Architekten. Währenddessen erreicht das Sprengkommando der Firma das Gebäude.
Sam stellt fest, wie wahnsinnig der Architekt eigentlich ist, da er herumschwadroniert, dass er derjenige war, der alle damaligen Opfer eingemauert hatte, da Menschenopfer nötig waren, damit seine Häuser stabiler werden, er den Schacht als Geheimversteck angelegt hatte, Mary aber aus Rache dafür sorgte, dass er nicht aus dem Schacht entkommen konnte und ihn auch keiner suchen wird, indem sie eine der Leichen absichtlich falsch identifizierte. Sam wird immer verzweifelter und versucht Jimmy erneut über das Funkgerät zu manipulieren und zerschlägt es am Ende an der Mauer um den Druck auf ihn zu erhöhen. Der Architekt schlägt Sam danach bewusstlos und fesselt sie. Als sie aufwacht, sieht sie, wie er ein Loch in die Erde buddelt, die den Boden bedeckt und dabei eine wirre Rede hält, wie schön es doch sei lebendig begraben ein „Teil eines Hauses“ zu werden. Parallel dazu behauptet die Hausverwalterin Mary dem misstrauischen Vater Sams, der mit den Sprengkommando mitgekommen ist, Sam sei mit ihrem Verlobten schon abgeflogen. Sam kann sich befreien und bedroht den Architekten mit einem spitzen Metallstift, der aber gar nicht erschreckt ist, sondern es direkt einfordert durch ihre Hand zu sterben, da er Teil seines Werks sein will und es seinem Wahn nach nur „funktioniert“ wenn es kein Selbstmord ist. Sie sticht auf ihn ein und er fällt in eine grabartige Vertiefung, die offensichtlich schon vor Jahren extra dafür konstruiert worden war und aus der plötzlich flüssiger Zement quillt, der ihn langsam bedeckt.
Draußen sind alle Aktivitäten abgeschlossen, die alte Frau wird auch noch evakuiert und die Sprengzeit auf drei Minuten eingestellt.
Mit letzter Kraft bittet Sam, durch das offensichtlich doch noch funktionierende Funkgerät, Jimmy um Hilfe, der sie, draußen neben seiner Mutter stehend, offenbar hören kann, so rennt er plötzlich doch in letzter Minute vor der Sprengung zurück in das Gebäude. Als sie ihn verfolgen, entdecken sie die gefangene Sam und Jimmy springt in den Schacht, wobei er sich tödlich verletzt und an den Folgen stirbt. Mit seinen letzten Worten gesteht er ihr seine Liebe.
Sam wird gerettet, Mary verhaftet und das Gebäude am Ende doch nicht gesprengt.

## Kritik
„Die mit erdig-monochromen Bildern und suggestiven Fahrten operierende Kameraarbeit und das klaustrophobische Setting erfüllen den Topos des "Haunted House" atmosphärisch und suggestiv mit Leben. Trotz der komplexen Konstruktion der Handlung gelingt ein psychologischer Horrorfilm mit rasanter Spannungsdramaturgie.“

## Veröffentlichung
Der Film wurde am 20. Februar 2009 beim Glasgow Film Festival uraufgeführt und danach direkt auf DVD veröffentlicht, zunächst am 24. Februar 2009 in Kanada, wo er auch gedreht worden war, und dann sukzessive in weiteren Ländern. Eine weitere Aufführung erfolgte im April 2009 beim Brussels International Fantastic Film Festival.